# Лестригони
Лестригоните са народ от великани човекоядци в древногръцката митология. Тяхното местожителство в древността е предмет на спорове.
С тях се сблъскват Одисей и неговите спътници. Един от тях бива изяден от царя на лестригоните, Антифат. Другите лестригони започват да хвърлят камъни по корабите им и унищожават 11 от тях. Хората нанизвали на кол и носели към града.
Омир казва, че те живеят при водоизточника на Артакия , а според географите Артакия се намирала в град Кизик. Според Теомп, живели в Леонтийската равнина (Сицилия) . Според други, там живели циклопите . 